# Margaret Keane
Margaret D. H. Keane, nascuda Peggy Doris Hawkins (Nashville, Tennessee, 15 de setembre de 1927 - Napa, Califòrnia, 26 de juny de 2022) va ser una pintora estatunidenca. Coneguda sobretot per les seves pintures de subjectes amb ulls grossos, pintava principalment dones, nens o animals a l'oli o tècnica mixta. La seva obra gaudí de gran popularitat i èxit comercial gràcies a reproduccions econòmiques en gravats, plats i tasses.
A l'inici va ser el seu marit, Walter Keane, qui aprofità la popularitat i els beneficis de les pintures ja que s'havia apropiat les realitzacions de la seva dona i l'èxit d'aquestes. Després del seu divorci a la dècada de 1960, Margaret va reclamar-ne el crèdit, que es va demostrar palesament després d'una "pintura" judicial a Hawaii.
La producció de Margaret Keane despertà gran interès internacionalment arran de la pel·lícula biogràfica Big Eyes realitzada per Tim Burton el 2014. L'artista tenia una galeria a San Francisco que comptava amb "la col·lecció més gran d'art de Margaret Keane a tot el món".